# Roca del Patriarca
La Roca del Patriarca és una de les roques de les festivitats del Corpus Christi de la ciutat de València.

## Descripció
El cos principal de la roca, situat a la part del darrere com és habitual, está constituït per un templet renaeixentista. La figura del sant es situa davant del templet i porta un vericle a les mans.

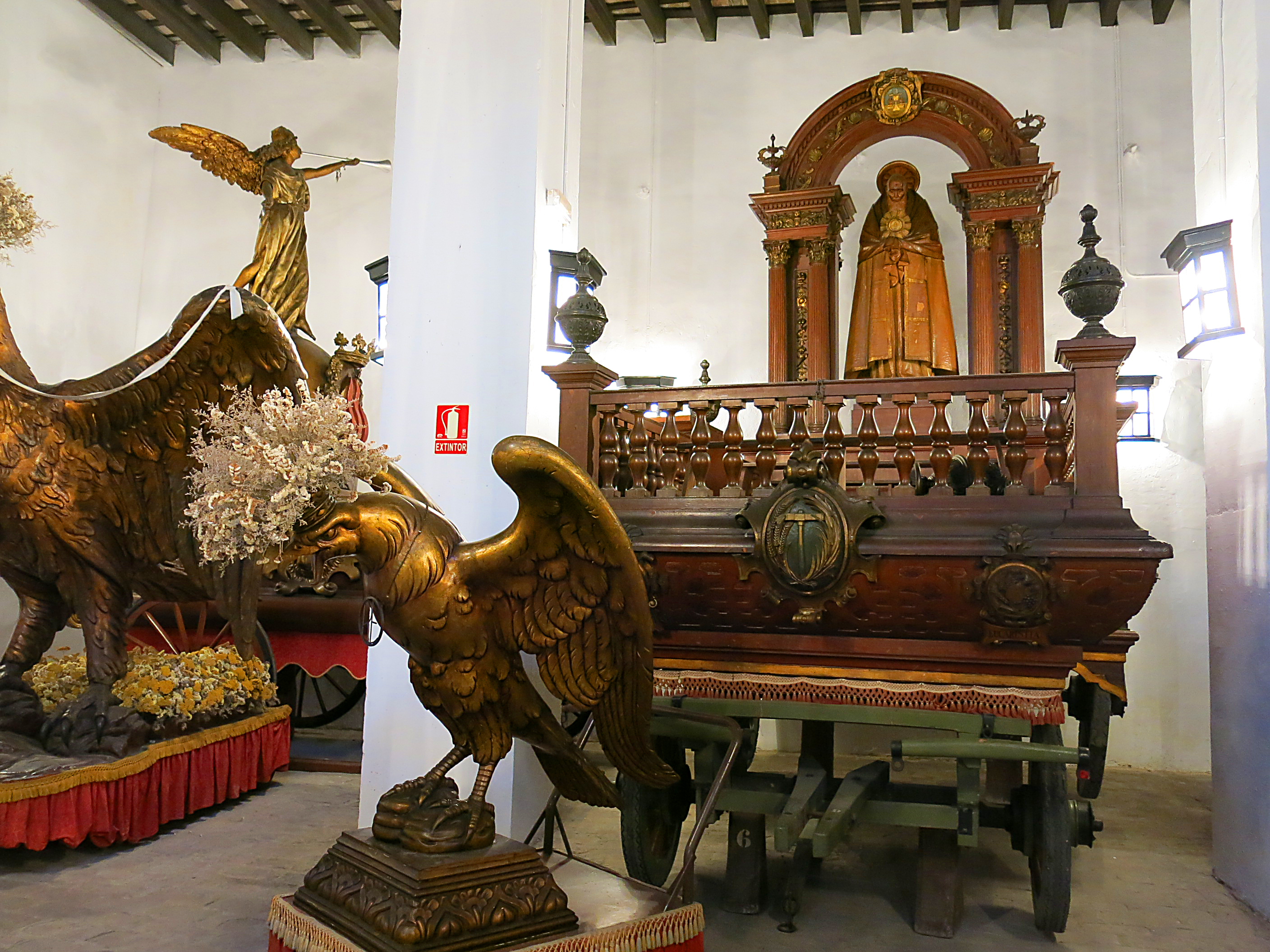
Roca del Patriarca a la Casa de les Roques

En un dels costats un relleu representa la processó del Corpus per dins del Col·legi del Patriarca en el dijous de la vuitada. En l'altre costat, un altre relleu mostra l'escena de la canonintzació de Joan de Ribera per Joan XXIII. Sobre la balaustrada que voreja el carruatge s'hi troben sis pebeters de bronze.
La roca va envoltada dels escuts de tota una sèrie de llocs, institucions i persones vinculades amb Joan de Ribera: Sevilla, Badajoz, Burjassot, Salamanca, Sabadell, Bocairent, Puçol, Torrent, Alfara del Patriarca, Joan XXIII, l'Arquebisbe Olaechea i l'Organización Sindical.
En la part posterior un llibre obert mostra la inscripció (en castellà): «Constituciones de la Capilla del Colegio y Seminario del Corpus Christi». Sobre el llibre hi ha una reproducció del Drac del Patriarca.

## Història

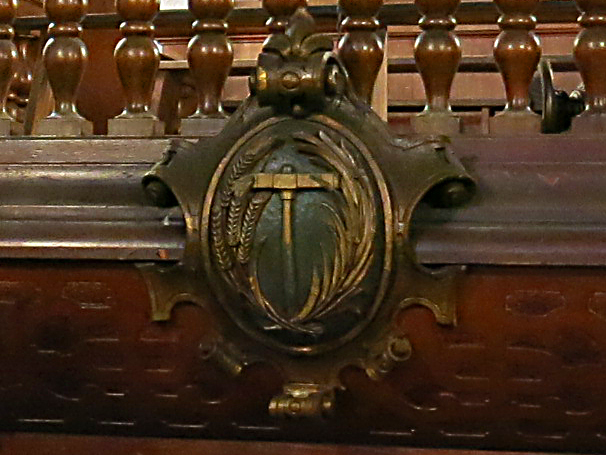
Escut de lOrganización Sindical a la roca

Joan de Ribera ja havia estat representat en roques amb motiu de la seua beatificació el 1796. A la festa, que va celebrar-se a l'agost de 1797, participaren roques gremials, moltes amb figures del Patriarca. A més es construí una colosal estàtua en cartró del mateix, semblant al Colós de Rodes, que va ser després desmuntada.
La nova roca va construir-se en 1961 amb motiu de la canonització de Sant Joan de Ribera, arquebisbe i virrei.
La construcció d'aquesta roca va contar amb un suport institucional considerable. Els síndicats del règim, representats per la Delegación Provincial de Sindicatos, movilitzaren les aportacions de les confraries, hermandades, gremis i sindicats sectorials, especialment el Sindicato Provincial de la Madera. Aquest suport va fer possible l'adquisició d'una quantitat considerable de caoba de Brasil, així com la participació de nombrosos artesans i artistes.
Els treballs van estar dirigits per l'escultor José Justo.